# Charles Alexandre de Calonne
Charles Alexandre, vicomte de Calonne (Douai, 1734. január 20. – Párizs, 1802. október 29.)
francia államférfi, aki 1783-87 között XVI. Lajos francia király pénzügyminisztere volt. Az államcsőd közelgő veszélyét az előkelők megadóztatásával akarta elhárítani, s ebből a célból a parlament kikerülésével hívta össze az előkelők gyűlését, ami azonban javaslatát elutasította, sőt a parlamenttel karöltve kikényszerítette a királynál, hogy az szószegés vádjával 1787. április 9-én menessze Calonne-t a pénzügyminiszteri székből. Ezután Londonba emigrált és az ellenforradalmi emigráns szervezkedés egyik vezető alakja lett.

## Élete és munkássága

### Családja, származása
Apja, Louis de Calonne (1700–1784) jogász volt. Artois megye közigazgatásában, majd Douai közgyűlése mellett dolgozott, majd Metz és Lille városokban intendánsként működött. Anyja Anne Henriette de Francqueville († 1777) volt. A házaspárnak Charles-on kívül még további három gyereke született, Marie Anne de Calonne, Jacques de Calonne és Marie Madeleine de Calonne.
Charles - miután Párizsban befejezte jogi tanulmányait - apja nyomdokain haladva, követte őt a jogi pályán. Artois megye kormányzata alkalmazta ügyészként. Később az Artois-i bíróság ügyészeként Douai-ban kellett mennie, ahol a karrierjét főügyészként folytatta. Azután Metz (1768) és Lille (1774) intendánsává emelkedett a hivatali ranglétrán.
1769-ben feleségül vette Marie-Joséphine Marquet de Mont-Saint-Peyre-t (1751–1770), egy pénzügyi ellenőr leányát.
A válság idején, ami a francia forradalomhoz vezetett, s amikor a miniszterek egymás után hiába kísérleteztek az üres államkassza feltöltésével, és a sikertelenség miatt sorra felmentette őket a király, került szóba Calonne kinevezése pénzügyminiszterré.
1783. november 3-án vette át a hivatalát. A pozíciót Comte de Vergennes-nek köszönhette, aki három és fél éven keresztül támogatta őt. De a király nem értékelte kellőképpen és az osztrák nagykövet egy kijelentése következtében a tekintélye a közvéleményben különösen mélyre csökkent.

### A pénzügyek főfelügyelője
Hivatalba lépésekor saját közlése szerint a költségvetésben 575,194 millió livre kiadást és 245,209 millió livre bevételt talált, szemben az elődei által jelzett 609,920 millió livre bevétellel. Legelőször megpróbált hitelt szerezni, hogy a kormány a kölcsön segítségével a megszokott módon működhessen tovább és az állam fizetőképességében a bizalmat megőrizze. 1785 októberében új aranypénzt veretett és kifejlesztette a pénzbeli kedvezmények rendszerét. Amikor a helyzet mégsem javult, javasolta a királynak a belső vámok és járulékok megszüntetését, a nemesség és a klérus tulajdonának megadóztatását. Turgot és Necker is megpróbálta ezeknek a reformoknak a megvalósítását, a kudarcot Calonne a parlament dühös kritikájának tulajdonította. Ezért 1787. január 29-re összehívatta az előkelők gyűlését, ahol feltárta az államkincstár hatalmas hiányát, válságos helyzetét. Az általa javasolt főbb intézkedések a következők voltak:
- a kormányzati kiadások csökkentése.
- a szabadkereskedelem elősegítése
- az egyházi tulajdon értékesítése
- a só és a dohány adójának kiegyenlítése
- egységes földérték-adó megállapítása.

Javaslatai a vagyonok különbségtétel nélküli megadóztatására és a kiváltságok megszüntetésére vonatkoztak, melyet az érintettek nagyon rosszul fogadtak. Calonne a jelentését dühösen kinyomtatta és ezzel maga ellen hangolta a királyi udvart. XVI. Lajos 1787. április 9-én a „Monsieur Deficit” néven csúfolt Calonne-t felmentette és Lotaringiába száműzte. Párizsban általános volt az öröm, a nemesség megkönnyebbült.
Calonne reformterve, melyet Jacques Necker később újra felvetett, talán megmenthette volna a monarchiát, ha a király legalább komolyan támogatta volna. Ezután Calonne hamarosan Angliába utazott, és a pénzügyekről Necker-rel polémikus levelezést folytatott. 1789-ben az alkotmányozó nemzetgyűlés összehívása előtt visszatért Flandriába, abban a reményben, hogy a választásokon szerepe lehet. De szigorúan megtiltották, hogy Franciaországba lépjen. Bosszúból csatlakozott a koblenzi emigránspárthoz és támogatta az ellenforradalmat. Erre majdnem teljes vagyonát elköltötte, melyet felesége, egy gazdag özvegy a házasságba hozományként hozott. 1802-ben, azután, hogy lakóhelyét ismét Londonba helyezte, Bonaparte Napoleontól engedélyt kapott a visszatérésre Franciaországba. Megérkezése után egy hónappal halt meg a hazájában, Párizsban.